# 프리모르스크 (칼리닌그라드주)
프리모르스크(러시아어: Приморск, 독일어: Fischhausen 피슈하우젠[*])는 러시아 칼리닌그라드주에 위치한 도시로 인구는 1,956명(2010년 기준)이다. 비스툴라 석호 북안과 접하며 칼리닌그라드에서 서쪽으로 약 30km 정도 떨어진 곳에 위치한다.
1254년 튜턴 기사단이 삼비아반도를 정복하면서 신설되었으며 1268년 문헌에 처음으로 등장했다. 1946년 소련의 지배를 받으면서 도시 지위를 상실했지만 2008년에 도시 지위를 회복했다.

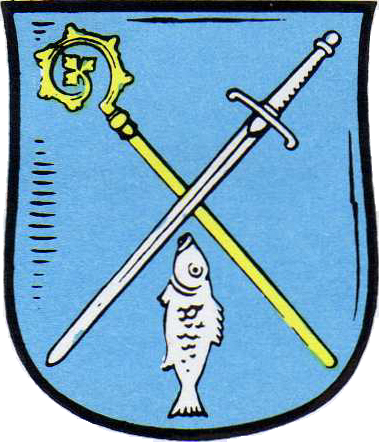
시 문장